# Albert Neisser
Pour les articles homonymes, voir Neisser.
Albert Ludwig Sigesmund  Neisser, né le 22 janvier 1855 à Schweidnitz, mort le 30 juillet 1916 à Breslau, est un médecin bactériologiste et dermatologue prussien.

## Biographie
Son père Moritz Neisser (1820-1896) était un médecin réputé de la ville de Schweidnitz en province de Silésie. Après sa scolarité à Münsterberg, Albert Neisser fréquente le lycée Sainte-Marie-Madeleine de Breslau où il obtient sa Maturité (baccalauréat), en même temps que son camarade Paul Ehrlich, en 1872. La même année, il commence ses études de médecine à l'université de Breslau pour les terminer à Erlangen. En 1877, il obtient son diplôme d'État de médecin. Il travaille ensuite comme médecin assistant à la clinique dermatologique de Breslau, nouvellement fondée avec Oskar Simon (de).
En 1879, il découvre le gonocoque, une bactérie causant la gonorrhée, et dont le nom scientifique générique (Neisseria) sera plus tard créé d'après son nom. Il entreprend peu après un voyage d'étude qui le conduira en Norvège où il entre en contact avec le spécialiste de la lèpre G. A. Hansen. C'est à partir des échantillons fournis par ce dernier que Neisser parvient à colorer le bacille de la lèpre. Ses autres domaines de prédilection furent le lupus et la syphilis.
En 1882, il se voit confier à titre de professeur extraordinaire la direction de la nouvelle clinique dermatologique de Breslau qui deviendra rapidement un centre de recherches de renommée internationale, sur les maladies de la peau et les maladies vénériennes. En 1907 Albert Neisser est nommé professeur ordinaire. 

En 1888, il fonde la « Deutsche Dermatologische Gesellschaft » (Société Allemande de Dermatologie) et en 1902 la « Deutsche Gesellschaft zur Bekämpfung der Geschlechtskrankheiten » (Société Allemande de lutte contre les maladies vénériennes). Un grand nombre de dermatologues de valeur furent formés à son école.
En 1898, il publie des résultats d'essais cliniques d'un vaccin contre la syphilis. En 1900, il fait l'objet de poursuites disciplinaires pour avoir délibérément inoculé la syphilis à des prostituées sans leur consentement au cours de ces essais. Cela conduit la Prusse à promulguer la première réglementation de l’histoire encadrant l’expérimentation sur des êtres humains.
En 1914, il est l'un des signataires du Manifeste des 93 soutenant l'Empire allemand au début de la Première Guerre mondiale.
Albert Neisser et son épouse Toni étaient amateurs d'art et collectionneurs. Leur villa remplie d'œuvres d'art faisait office de centre culturel de la ville de Breslau. Parmi les amis de la maison, on comptait l'architecte Hans Poelzig, le sculpteur Theodor von Gosen (de), les compositeurs Gustav Mahler et Richard Strauss, l'écrivain (et lauréat du Prix Nobel en 1912) Gerhart Hauptmann et le peintre Eugene Spiro.
Albert Neisser meurt de septicémie à l'âge de 61 ans. Ses cendres, ainsi que celles de sa femme, seront dispersées dans le jardin de leur villa.
Ses ouvrages médicaux furent traduits en français par le dermatologue français Pierre Adolphe Adrien Doyon.